# Миллер, Виктор Яковлевич
Виктор Яковлевич Ми́ллер (1904—1970) — советский инженер и учёный-металлург.

## Биография
В 1922—1928 годах работал лаборантом, конструктором по восстановлению доменных цехов Алапаевского и Кушвинского металлургических заводов. В 1931 году окончил Уральский металлургический институт.
В 1931—1956 годах старший инженер, начальник лаборатории доменного производства Уральского института металлов.
Кандидат (1941), доктор (1966) технических наук, профессор (1941). Один из авторов технологии комплексного использования титаномагнетитовых руд для производства феррованадия.
С 1956 года работал в институте «Механобр» (Ленинград).

## Награды
- Сталинская премия I степени (14 марта 1941) — за разработку метода производства феррованадия
- орден «Знак Почёта» (1951)
- орден Трудового Красного Знамени (1952)
- медали